# Campionato mondiale di hockey su ghiaccio 1951
Il 18º Campionato mondiale di hockey su ghiaccio, valido anche come 29º campionato europeo di hockey su ghiaccio, si tenne nel periodo fra il 9 e il 17 marzo 1951 nella città di Parigi, in Francia, ventuno anni dopo il primo mondiale disputatosi nel paese nel 1930. Al via si presentarono solo sette squadre, con l'assenza per il secondo anno consecutivo della Cecoslovacchia. Dato il numero ristretto di squadre al via si decise per disputare un unico girone all'italiana con partite di sola andata.
Il Canada conquistò il quattordicesimo titolo mondiale, superando nel girone finale di tre punti le squadre della Svezia, vincitrice del titolo europeo, e della Svizzera. Al quarto posto a sorpresa giunse invece la squadra della Norvegia.
A margine dell'evento iridato per la prima volta si disputo il cosiddetto Critérium Européen, prima forma del Campionato mondiale di Prima Divisione, a cui presero parte sei squadre europee di secondo piano rispetto alle principali potenze mondiali. Anch'esso si disputò in un girone unico e fu vinto dall'Italia.

## Campionato mondiale

### Girone finale
| Parigi 9 marzo 1951, ore 9:30 | Norvegia | 3 – 0 (0-0; 1-0; 2-0) | Stati Uniti | Vélodrome d’Hiver |

| Parigi 10 marzo 1951, ore 15:45 | Svezia | 5 – 1 (0-1; 1-0; 4-0) | Regno Unito | Vélodrome d’Hiver |

| Parigi 10 marzo 1951, ore 19:00 | Svizzera | 8 – 1 (4-1; 3-0; 1-0) | Norvegia | Vélodrome d’Hiver |

| Parigi 10 marzo 1951, ore 21:30 | Canada | 11 – 1 (4-0; 4-0; 3-1) | Finlandia | Vélodrome d’Hiver |

| Parigi 11 marzo 1951, ore 15:45 | Canada | 8 – 0 (3-0; 1-0; 4-0) | Norvegia | Vélodrome d’Hiver |

| Parigi 11 marzo 1951, ore 21:45 | Svezia | 8 – 0 (4-0; 1-0; 3-0) | Stati Uniti | Vélodrome d’Hiver |

| Parigi 12 marzo 1951, ore 19:15 | Stati Uniti | 5 – 4 (1-0; 1-3; 3-1) | Finlandia | Vélodrome d’Hiver |

| Parigi 12 marzo 1951, ore 21:30 | Svizzera | 7 – 1 (2-0; 4-1; 1-0) | Regno Unito | Vélodrome d’Hiver |

| Parigi 13 marzo 1951, ore 15:45 | Svezia | 5 – 2 (1-0; 4-1; 0-1) | Norvegia | Vélodrome d’Hiver |

| Parigi 13 marzo 1951, ore 19:00 | Svizzera | 4 – 1 (1-0; 2-1; 1-0) | Finlandia | Vélodrome d’Hiver |

| Parigi 13 marzo 1951, ore 21:30 | Canada | 17 – 1 (0-1; 7-0; 10-0) | Regno Unito | Vélodrome d’Hiver |

| Parigi 14 marzo 1951, ore 21:45 | Svizzera | 3 – 3 (1-2; 1-1; 1-0) | Svezia | Vélodrome d’Hiver |

| Parigi 15 marzo 1951, ore 16:00 | Regno Unito | 3 – 4 (0-0; 2-1; 1-3) | Norvegia | Vélodrome d’Hiver |

| Parigi 15 marzo 1951, ore 19:15 | Svezia | 11 – 3 (5-0; 1-1; 5-2) | Finlandia | Vélodrome d’Hiver |

| Parigi 15 marzo 1951, ore 21:30 | Canada | 16 – 2 (5-0; 6-2; 5-0) | Stati Uniti | Vélodrome d’Hiver |

| Parigi 16 marzo 1951, ore 15:45 | Finlandia | 3 – 0 (1-0; 0-0; 2-0) | Norvegia | Vélodrome d’Hiver |

| Parigi 16 marzo 1951, ore 19:15 | Stati Uniti | 6 – 6 (1-4; 2-1; 3-1) | Regno Unito | Vélodrome d’Hiver |

| Parigi 16 marzo 1951, ore 22:00 | Canada | 5 – 1 (0-1; 3-0; 2-0) | Svizzera | Vélodrome d’Hiver |

| Parigi 17 marzo 1951, ore 16:15 | Stati Uniti | 1 – 5 (0-3; 1-1; 0-1) | Svizzera | Vélodrome d’Hiver |

| Parigi 17 marzo 1951, ore 19:15 | Regno Unito | 6 – 3 (2-0; 0-3; 4-0) | Finlandia | Vélodrome d’Hiver |

| Parigi 17 marzo 1951, ore 22:00 | Canada | 5 – 1 (1-0; 2-0; 2-1) | Svezia | Vélodrome d’Hiver |

| Pos. |             | PG | V | N | P | GF | GS | DR  | Pt |
| 1.   | Canada      | 6  | 6 | 0 | 0 | 62 | 6  | +56 | 12 |
| 2.   | Svezia      | 6  | 4 | 1 | 1 | 33 | 14 | +19 | 9  |
| 3.   | Svizzera    | 6  | 4 | 1 | 1 | 28 | 12 | +16 | 9  |
| 4.   | Norvegia    | 6  | 2 | 0 | 4 | 10 | 27 | -17 | 4  |
| 5.   | Regno Unito | 6  | 1 | 1 | 4 | 18 | 42 | -24 | 3  |
| 6.   | Stati Uniti | 6  | 1 | 1 | 4 | 14 | 42 | -28 | 3  |
| 7.   | Finlandia   | 6  | 1 | 0 | 5 | 15 | 37 | -22 | 2  |

### Graduatoria finale
| Pos | Squadra     |
| --- | ----------- |
|     | Canada      |
|     | Svezia      |
|     | Svizzera    |
| 4   | Norvegia    |
| 5   | Regno Unito |
| 6   | Stati Uniti |
| 7   | Finlandia   |

| Campione del mondo di hockey su ghiaccio 1951 |
| Canada 14º titolo                             |

| Pos | Squadra  | Formazione |
| --- | -------- | --- |
|     | Canada   | Mallie Hughes, Carl Sorokoski, Jim Malacko, Don Vogan, Walter Rimstad, William Gibson, Don McLean, Hector Negrello, Stan Obodiac, Tom Wood, Bill Chandler, Bert Knibbs, Andrew Milroy, Lou Siray, Denny Flannigan, Bill Flick, Mickey Roth, Dick Gray |
|     | Svezia   | Arne Johansson, Lars Svensson, Åke Andersson, Rune Johansson, Åke Lassas, Börje Löfgren, Sven Thunman, Hans Tvilling, Stig Tvilling, Stig Carlsson, Rolf Eriksson-Hemlin, Gösta Johansson, Yngve Karlsson, Bengt Larsson, Lars Pettersson             |
|     | Svizzera | Hans Bänninger, Jean Aye, Emil Handschin, Heinrich Boller, Reto Delnon, Hans Heierling, Gebhard Poltera, Ulrich Poltera, Hans-Martin Trepp, Walter Dürst, Otto Schläpfer, Alfred Bieler, Wilhelm Pfister                                              |

### Campionato europeo
Il torneo fu valido anche per il 29º campionato europeo e venne utilizzata la graduatoria finale del campionato mondiale per determinare le posizioni del torneo continentale; la vittoria andò per la quinta volta alla Svezia, giunta seconda al mondiale.
| Pos | Squadra     |
| --- | ----------- |
|     | Svezia      |
|     | Svizzera    |
|     | Norvegia    |
| 4   | Regno Unito |
| 5   | Finlandia   |

## Critérium Européen
| Parigi 10 marzo 1951 | Francia | 1 – 4 (0-1; 0-2; 1-1) | Italia | Vélodrome d’Hiver |

| Parigi 11 marzo 1951 | Paesi Bassi | 1 – 3 (1-0; 0-2; 0-1) | Italia | Vélodrome d’Hiver |

| Parigi 11 marzo 1951 | Francia | 7 – 3 (1-0; 1-0; 5-3) | Austria | Vélodrome d’Hiver |

| Parigi 11 marzo 1951 | Jugoslavia | 3 – 13 (0-5; 0-3; 3-5) | Belgio | Vélodrome d’Hiver |

| Parigi 12 marzo 1951 | Austria | 5 – 3 (0-1; 3-1; 2-1) | Belgio | Vélodrome d’Hiver |

| Parigi 12 marzo 1951 | Paesi Bassi | 5 – 2 (0-0; 4-1; 1-1) | Jugoslavia | Vélodrome d’Hiver |

| Parigi 13 marzo 1951 | Belgio | 3 – 7 (1-0; 0-2; 2-5) | Italia | Vélodrome d’Hiver |

| Parigi 14 marzo 1951 | Francia | 10 – 3 (3-2; 3-1; 4-0) | Jugoslavia | Vélodrome d’Hiver |

| Parigi 14 marzo 1951 | Austria | 3 – 4 (1-1; 1-2; 1-1) | Paesi Bassi | Vélodrome d’Hiver |

| Parigi 15 marzo 1951 | Italia | 6 – 1 (1-0; 4-1; 1-0) | Jugoslavia | Vélodrome d’Hiver |

| Parigi 15 marzo 1951 | Francia | 10 – 0 (2-0; 3-0; 5-0) | Belgio | Vélodrome d’Hiver |

| Parigi 16 marzo 1951 | Belgio | 1 – 2 (0-2; 1-0; 0-0) | Paesi Bassi | Vélodrome d’Hiver |

| Parigi 16 marzo 1951 | Austria | 2 – 7 (1-1; 0-3; 1-3) | Italia | Vélodrome d’Hiver |

| Parigi 17 marzo 1951 | Austria | 3 – 4 (1-1; 1-0; 1-3) | Jugoslavia | Vélodrome d’Hiver |

| Parigi 17 marzo 1951 | Francia | 7 – 5 (1-2; 3-1; 3-2) | Paesi Bassi | Vélodrome d’Hiver |

| Pos. |             | PG | V | N | P | GF | GS | DR  | Pt |
| 1.   | Italia      | 5  | 5 | 0 | 0 | 27 | 8  | +19 | 10 |
| 2.   | Francia     | 5  | 4 | 0 | 1 | 35 | 15 | +20 | 8  |
| 3.   | Paesi Bassi | 5  | 3 | 0 | 2 | 17 | 16 | +1  | 6  |
| 4.   | Belgio      | 5  | 1 | 0 | 4 | 20 | 27 | -7  | 2  |
| 5.   | Austria     | 5  | 1 | 0 | 4 | 16 | 25 | -9  | 2  |
| 6.   | Jugoslavia  | 5  | 1 | 0 | 4 | 13 | 37 | -24 | 2  |